# Komatsu Rui
Rui Komatsu (sinh ngày 29 tháng 8 năm 1983) là một cầu thủ bóng đá người Nhật Bản.

## Sự nghiệp câu lạc bộ
Rui Komatsu đã từng chơi cho Cerezo Osaka, V-Varen Nagasaki, Kawasaki Frontale, Oita Trinita và Giravanz Kitakyushu.